# انستیتو مکانیک تورنتو

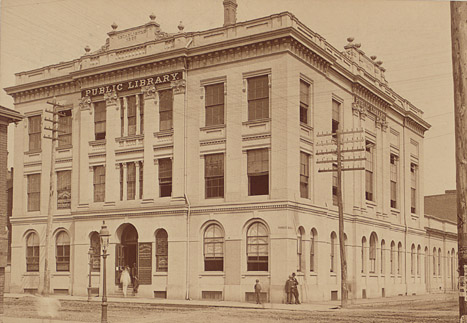
منزلگاه ابتدایی کتابخانه عمومی تورنتو

انستیتو مکانیک تورنتو (انگلیسی: Toronto Mechanics' Institute) که در ابتدا انستیتو مکانیک یورک نام داشت، در قرن نوزدهم یک مؤسسه آموزشی در تورنتو بود که به اولین کتابخانه عمومی شهر تبدیل گردید. این انستیتو، یکی از مجموعه مؤسسه‌های مکانیک بود که بعد از استقبال عموم از آنها در بریتانیا، در سراسر دنیا راه اندازی شدند. این مکان در سال ۱۸۳۰ تأسیس گردید.